# Myrsnäppa
Myrsnäppa (Calidris falcinellus) är en vadarfågel som tillhör familjen snäppor. Den häckar på myrar från norra Skandinavien österut genom Sibirien. Vintertid flyttar den till ett stort område från Östafrika via södra Asien till Australasien. Myrsnäppan placerades tidigare som ensam art i släktet Limicola, men inkluderas numera i Calidris. Arten minskar i antal, så pass att den sedan 2024 är upptagen på IUCN:s röda lista över utrotningshotade arter.

## Utseende och läte
Myrsnäppan är något mindre än kärrsnäppan, har kortare ben och en grövre näbb som är rak med en skarp nedåtböjd krök på yttersta näbbspetsen. Adult fågel i häckningsdräkt är kraftigt mönstrad med mörkgrå och rödbrun ovansida och vit undersida. Bröstet är vitt med pilspetsformade mörka fläckar och den har två ljusa streck på hjässan och ljusa ögonbrynsstreck. 
I vinterdräkt är den ljusgrå på ovansidan och vit undertill, som en kärrsnäppa i vinterdräkt, men behåller mönstret på huvudet. Ungfåglarnas ryggar liknar kärrsnäppans, men de vita sidorna och magen och det brunstreckade bröstet är kännemärken. 

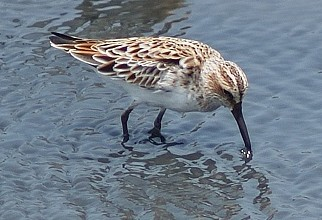
Myrsnäppa. Notera det tvådelade vita ögonbrynsstrecket. Fotograferad i Yunlin County i Taiwan.

Locklätet är en surrande vissling. Spellätet är ett surrande som oftast hörs på natten när fågeln flyger omkring över häckningsplatsen.

## Taxonomi och systematik
Myrsnäppan beskrevs för första gången som art 1763 av |Erik Pontoppidan som Scolopax Falcinellus. Den har tidigare ensam förts till det egna släktet Limicola. Sentida studier visar dock att dess närmsta släktingar är brushane (Philomachus pugnax) och spetsstjärtad snäppa (Calidris acuminata). Dessa bildar en klad som är inbäddat i släktet Calidris, varför både myrsnäppan och brushanen flyttats dit.

## Utbredning och underarter
Myrsnäppan häckar på taigan i norra Skandinavien och i Sibirien. Den delas oftast upp i två underarter med följande utbredning:
- västlig myrsnäppa[8] Calidris falcinellus falcinellus – nominatformen häckar i norra Skandinavien och i de nordvästra delarna av Ryssland
- Calidris falcinellus sibirica – häckar från Tajmyrhalvön österut till Kolymafloden

Arten är en utpräglad flyttfågel som övervintrar i östra Afrika, södra och sydöstra Asien och Australasien. Trots att den häckar i Europa är det ovanligt att den passerar västra Europa, vilket troligen beror på att flyttvägarna går i sydostlig riktning. 

### Förekomst i Sverige
I Sverige häckar myrsnäppan sparsamt på blöta gungflymyrar från norra Dalarna till Torne lappmark. Den observeras mest under vår- och höstflyttningarna.

## Ekologi
Myrsnäppan häckar i myrmarkers fuktigaste delar och på öppna mossar.I Skandinavien och nordvästra Ryssland häckar den i låglänta områden och bergstrakter över 200 meters höjd, i Norge kring cirka 1000 meter, medan den i Sibirien häckar på fuktiga delar av den arktiska tundran.
Häckningen inleds med parningsleken som omfattar spelflykt och spelläten av hanen. Boet är en urgröpning i marken, där tre till fyra ägg läggs. Båda föräldrar ruvar på äggen, som kläcks efter cirka tre veckor.

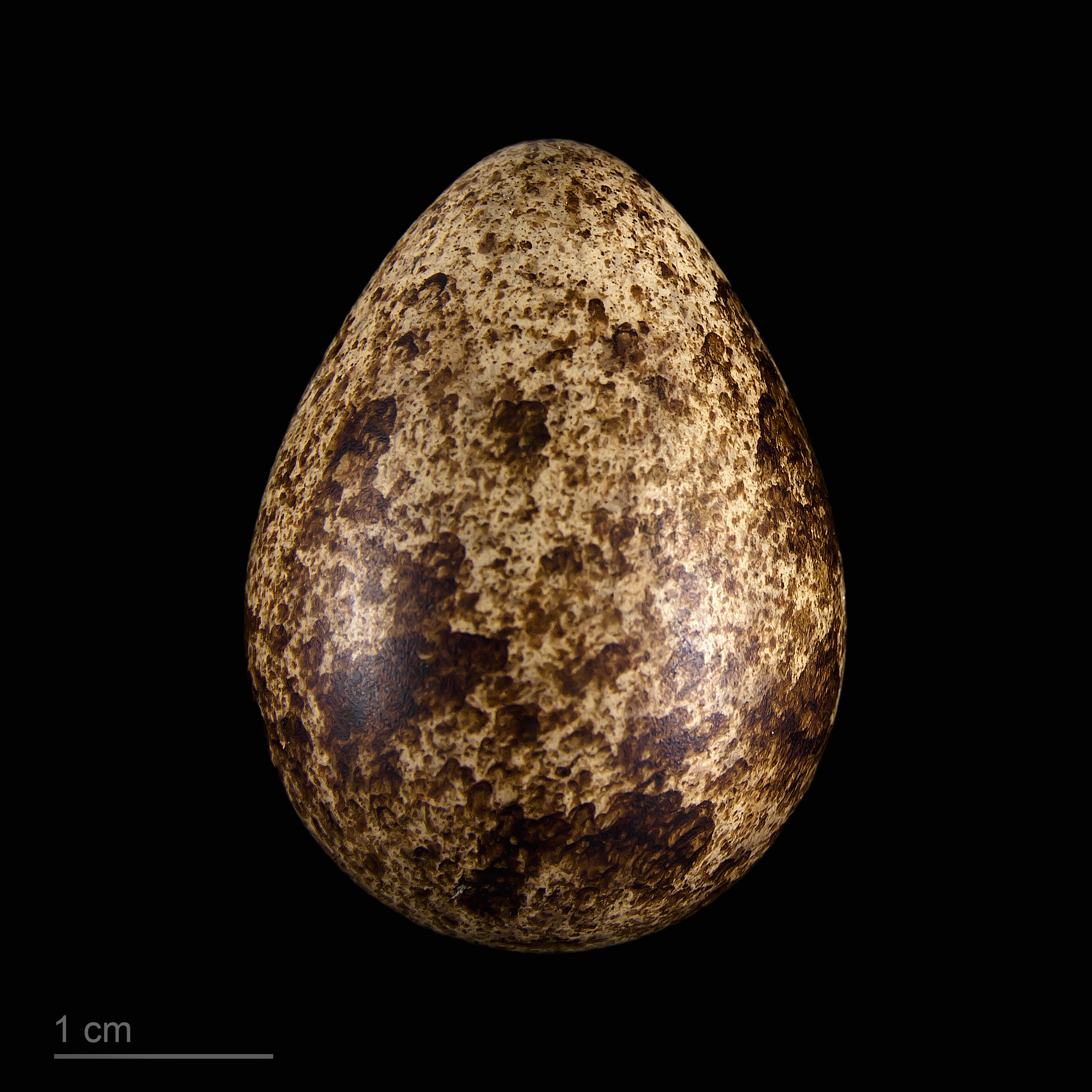
Myrsnäppans ägg, av nominatformen.

Myrsnäppan födosöker på gyttjiga kustremsor och i våtmarker. Den plockar födan med näbben och lokaliserar den med synen. Födan består till största delen av insekter och mindre ryggradslösa djur. Under flyttningen bildar den ofta flockar med andra vadarfåglar, särskilt kärrsnäppa.

## Myrsnäppan och människan

### Status och hot
Myrsnäppan har ett stort utbredningsområde, men minskar relativt kraftigt i antal, så pass att den sedan 2024 är upptagen på IUCN:s röda lista över utrotningshotade arter, där placerad i kategorin sårbar (VU). Världsbeståndet uppskattas till mellan 96 000 och 136 000 vuxna individer.
Vad som driver minskningen är dåligt känt, men utdikning av myrmarker för skogsindustrin på de europeiska häckplatserna tros vara en mycket trolig bidragande faktor. Under flyttningen och på övervintringsområdena är den också utsatt för en rad hot, som habitatförlust, jakt och störningar från fiskerinäringen.
I Asien hotas myrsnäppan liksom andra vadare av den miljöförstöring av våtmarker som pågår utmed Gula havet i Kina och på Koreahalvön, där den rastar under flyttning. Lokala utdöenden på grund av habitatförändringar har skett i Norge, troligast genom utdikning och översvämning av fågelns häckningsplatser. I Finland har en del av de mest passande myrbiotoperna svämmats över när konstgjorda sjöar och dammar skapats.

#### Status i Sverige
Beståndet i Sverige anses vara livskraftigt och uppskattas till 11 800 könsmogna individer.

### Namn
Myrsnäppan har förr även kallats brednäbbad strandvipa och myrpytta. Myrpytta är också ett bygdemålnamn för ljungpipare.